# Cziráky Margit
Gróf ciráki és dénesfalvi Cziráky Margit (Dénesfa, 1874. augusztus 11. – Eszterháza, 1910. augusztus 18.) az Esterházy család hercegi ágának tagja, Esterházy Miklós felesége.

## Élete
Cziráky Margit ősi magyar nemesi családból származott; édesapja gróf Cziráky Antal Ferenc (1850–1930), édesanyja gróf Esterházy Alice (1850–1882).
A hercegi család rosszallása ellenére kötött házasságot Esterházy Miklós herceggel 1898. november 16-án. Boldog házasságukból öt gyermek született.
1901-ben dr. Kokas Lajos segédkezett Cziráky Margit szülésénél, ekkor született Pál nevű fia. A herceg telket adományozott Kokas doktornak, hogy azon kórházat építhessen. Cziráky Margit 1906-ban orgonát ajándékozott a zsámbéki várkastélynak. Az ötödik gyermekének születése után két héttel, harminchat évesen halt meg.
A házaspár munkálkodásának eredményeként a XIX. század fordulóján érte meg Eszterháza (Fertőd) második fénykorát, amelynek felújítására a fiatalasszony teljes hozománya ráment. A környéken ma is legendák keringenek szépségéről, kedvességéről, életszeretetéről és jóságáról, amellyel az elesetteket támogatta. Gyermekei neveléséről való hitvallása minden szülő és pedagógus számára példaképül szolgálhat.
Ahogy maga mondta „jó katolikus, önzetlen, hasznos magyar embereket” kíván nevelni, „kik hazájuknak hasznára válhatnak, amellett, hogy a nyelveket sem hanyagolják el, és a testi edzésnek is legyen hely adva”. Rebbenésnyi rövid élete elég volt ahhoz, hogy az emberek száz év elmúltával is szeretettel adózzanak az emlékének, és mind a mai napig Margit napon a fertőd-süttöri templomban érte szóljon a harang.
A hercegné öt év szünet után hatodszor is várandós lett. 1910 júliusában kislányt szült Eszterházán, akit Bernadette névre kereszteltek, de egész életében Dedette-nek hívtak. 1910. augusztus 18-án vérmérgezésben halt meg a hercegné Eszterházán.
Végakaratának megfelelően szakítottak a hagyománnyal, és nem a kismartoni családi kriptába temették el, hanem Eszterházán helyezték örök nyugalomra, amelyet annyira szeretett, az égererdő felé kint a szabadban, ahonnan a tavat és a Hanságot látni. Sírját kívánsága szerint egyszerű fehér kereszt jelzi.
Az 1913. október 12-én alapított csornai kórházat róla nevezték el Margit Kórháznak. A mai napig megemlékeznek Cziráky Margitról Fertődön.